# Angerona kentearia
Angerona kentearia är en fjärilsart som beskrevs av Otto Staudinger 1892. Angerona kentearia ingår i släktet Angerona, och familjen mätare. Inga underarter finns listade i Catalogue of Life.